# Господарство Трипільської культури
Протягом більшої частини свого існування кукутень-трипільська культура була досить стабільною. Ближче до кінця вона почала змінюватися від економіки дарування до ранньої форми торгівлі, яка називається мінова, і запровадила очевидне використання бартерних жетонів, ранньої форми грошей.

## Неолітичний світ
Представники Кукутень-Трипільської культури мали спільні риси з іншими неолітичними суспільствами, зокрема:
- Майже відсутнє соціальне розшарування
- Відсутність політичної еліти
- Відсутність професійної спеціалізації
- Рудиментарна економіка, швидше за все, економіка натурального господарства або економіка дарування
- Скотарство та натуральне сільське господарство

Суспільства раннього періоду мезоліту складалися з племен мисливців-збирачів, які також не мали соціальної стратифікації. Пізніші суспільства бронзового віку мали помітне соціальне розшарування, розвинену професійну спеціалізацію, суверенну державу, соціальні класи індивідів, які належали до елітних правлячих або релігійних класів, штатних воїнів і багатих купців. У суспільствах бронзової доби також були люди на іншому кінці економічного спектру, які були бідними, поневоленими та голодними. Між цими двома економічними моделями (племена мисливців-збирачів і цивілізації бронзової доби) ми знаходимо пізніші неолітичні та енеолітичні суспільства, такі як Кукутень-Трипільська культура, де починають знаходити перші ознаки соціальної стратифікації. Однак було б помилкою надмірно підкреслювати вплив соціальної стратифікації в Кукутень-Трипільській культурі, оскільки це все ще було (навіть на пізніх етапах) дуже егалітарне суспільство. Соціальне розшарування було лише одним із багатьох аспектів того, що вважається повністю сформованим цивілізованим суспільством, яке почалося з бронзового віку.

## Натуральне господарство
Подібно до інших неолітичних суспільств, Кукутень-Трипільська культура мала дуже слабкий поділ праці, окрім повсюдного дуалістичного поділу за статтю людини. Незважаючи на те, що поселення цієї культури іноді виростали й ставали одними з найбільших на землі на той час (до 15 000 осіб), досі не виявлено доказів широкомасштабної спеціалізації праці. Їхні поселення були спроектовані так, що будинки з’єднувалися один з одним довгими рядами, які кружляли навколо центру поселення. Деякі поселення справді мали центральну громадську будівлю, яка була визначена як святилище чи святиня, але поки що немає вказівок на те, чи окрема група чи окрема особа визнавалася б громадою як повноцінний священник чи жриця. Майже кожен будинок був самодостатньою одиницею, ніби ізольованою посеред інших, а не частиною великого поселення. Більшість будинків мали власні керамічні печі, печі для випікання та робоче приладдя, що вказує на те, що майже всю роботу, яку необхідно виконати для підтримки людського існування на рівні неоліту, можна було виконати в кожній родині громади.

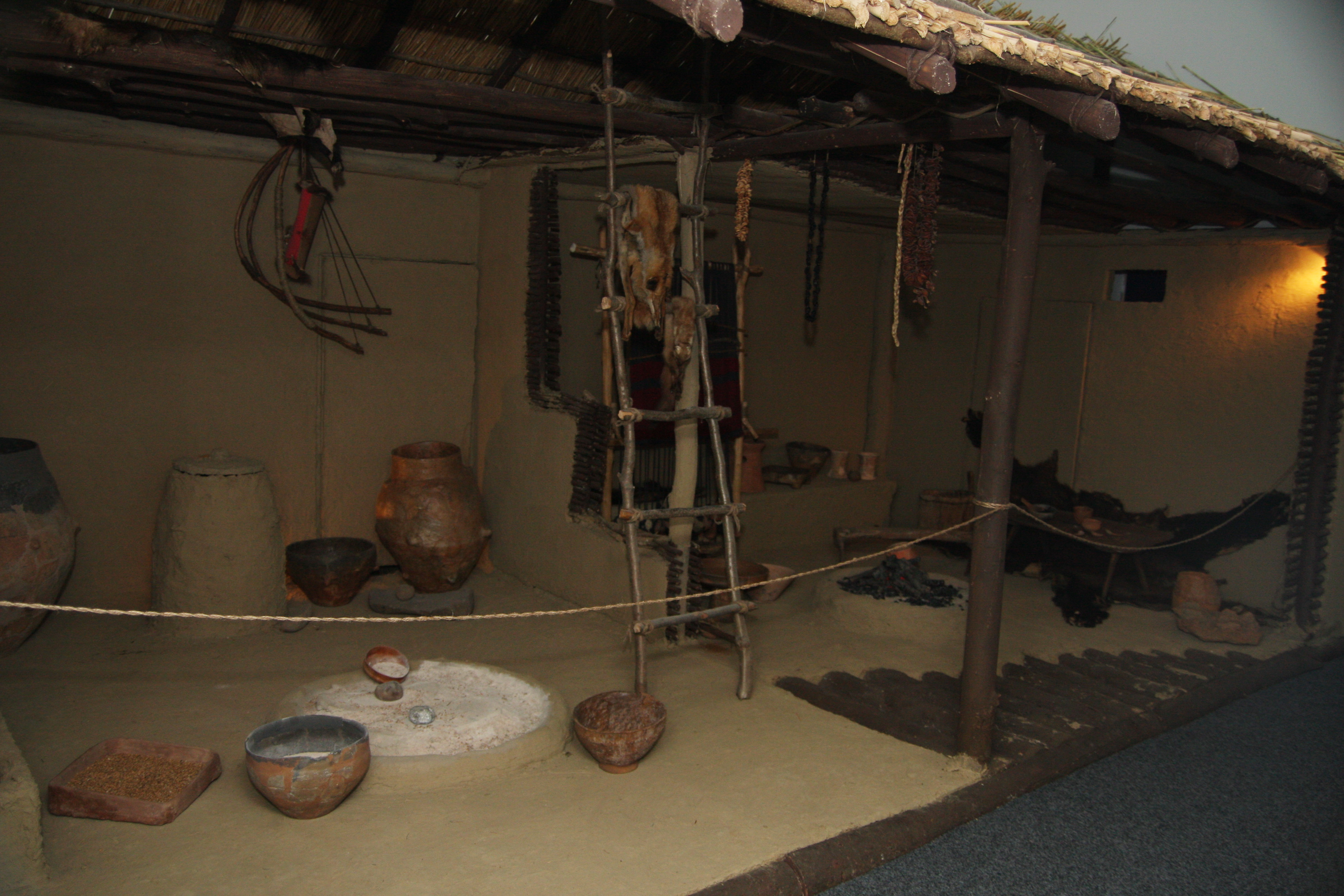
Реконструкція типової кукутень-трипільської хати в музеї Кукутені, П'ятра-Нямц, Румунія. Зверніть увагу на безліч різноманітних робочого приладдя удома.

У кожній родині, ймовірно, були члени великої родини, які працювали в полі, вирощуючи врожай, пасли худобу, ходили в ліс полювати дичину та привозили дрова, працювали біля річки, щоб повернути глину чи рибу, а також виконували всі інші обов'язки, необхідні для виживання. Всупереч поширеній думці, люди неоліту мали значний надлишок їжі та інших ресурсів. Ця відсутність конкуренції за обмежені ресурси була, ймовірно, однією з причин того, що Кукутень-Трипільська культура (як і більшість інших європейських неолітичних культур) не мала жодних слідів участі у війнах протягом усього свого існування. Якщо населення громади стає надто великим і починає перевищувати здатність навколишнього середовища задовольняти потреби мешканців, навколо нього все ще залишаються величезні, неосвоєні території, до яких група, що відкололася, могла б легко поїхати й створити нове поселення без страху зазіхання на територіальні землі іншої групи. Ці поселення справді зростали й розділялися. За час свого існування Кукутень-Трипільська культура значно розширила географічний регіон із збільшенням населення та створенням нових спільнот.
Оскільки кожне господарство було майже повністю самодостатнім, потреба в торгівлі була дуже малою. Обмінювалися товарами та послугами, але виживання домогосподарства від цього не залежало. У процесі залучення різних ресурсів, природно, що дане домогосподарство використовувало той чи інший ресурс, будь то великий урожай абрикосів, пшениці або великий зубр, якого принесли мисливці, і т.д. Коли домогосподарство отримувало надлишок певного ресурсу, це не обов'язково означало, що надлишок буде проданий у сучасному розумінні цього слова, скоріше за все, надлишок міг бути відданий іншим членам громади, які могли б використати будь-який ресурс, що був у них під рукою, без жодної думки про взаємність або прямий реальний прибуток з боку дарувальника. Це основа економіки дарування, яка спостерігалася в багатьох культурах мисливців-збирачів або натуральних землеробів, і, швидше за все, це було притаманне кукутень-трипільському суспільству, принаймні протягом раннього періоду культури.

## Примітивна торгова мережа

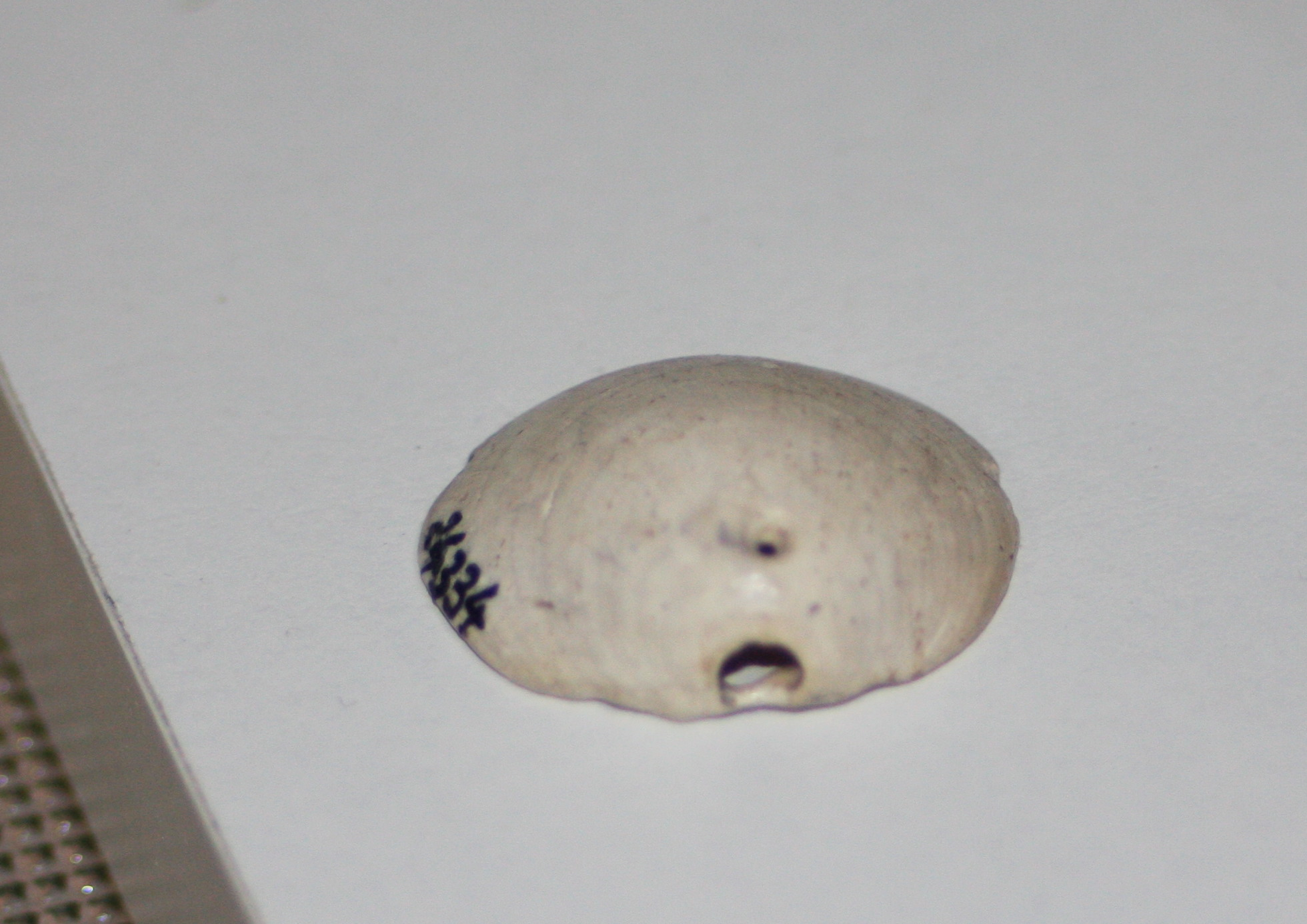
Кукутень-Трипільський артефакт з мушлі, один із небагатьох товарів, якими широко торгували в їхньому суспільстві

Хоча торгівля навряд чи була необхідною, археологічні дані підтверджують теорію про те, що торгівля на далекі відстані все ж таки відбувалася. Однією з яскравих ознак дистанційної торгівлі є наявність імпортних крем’яних знарядь, знайдених в Кукутень-Трипільських поселеннях. У випадку з поселенням у Тиргу-Фрумос понад 7% сколених кам’яних артефактів були виготовлені з типу кременю, знайденого лише в регіоні Добруджа розташованого понад 300 км на південь. Крім того, інший тип кременю (тип Міоркані), знайдений лише на культурній території Кукутень-Трипільської культури, був знайдений на археологічних пам’ятках інших неолітичних культур на заході в Трансільванії та на Паннонських рівнинах.

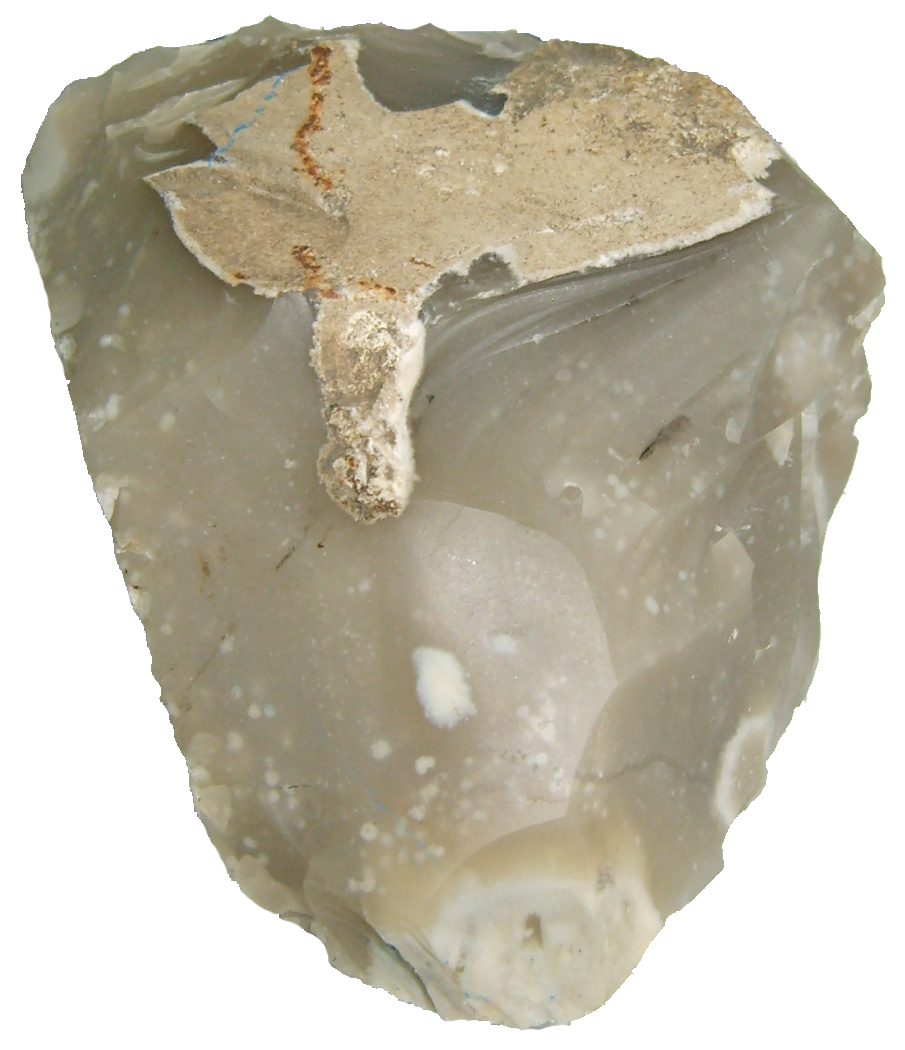
Зразок міорканського кременю з сеноманського шару крейдяного мергелю Молдавського плато (приблизно 7,5 см завширшки)

Існували також певні рідкісні мінеральні ресурси, які, через обмеження, пов'язані з відстанню та поширеністю, також переміщувалися вздовж цих рудиментарних торговельних мереж, що під кінець існування культури стануть все більш важливими для виживання членів цього суспільства. Найважливішим із цих мінералів була сіль, яка є критично важливою для існування людини. Дійсно, Кукутень-Трипільська солеварня, розташована біля солонуватого джерела в Лунці, повіт Нямц, Румунія, цілком може бути найстарішою у світі. Є докази того, що виробництво цього цінного товару безпосередньо сприяло швидкому зростанню їхнього суспільства. Ця солеварня була настільки продуктивною, що забезпечувала потреби всього регіону. Щоб це сталося, сіль потрібно було транспортувати, що, можливо, стало початком торгової мережі, яка з часом перетворилася на більш складну систему.
Інші мінеральні ресурси, якими торгували, включали залізну магнетитову руду та марганцеву якобситову руду, які з’явилися пізніше в розвитку Кукутень-Трипільської культури. Ці мінерали були використані для створення чорного пігменту, який прикрашав чудовий керамічний посуд цієї культури, і походили з двох джерел: 1) Якобені, повіт Сучава, Румунія, для залізної магнетитової руди, і 2) Нікополь, Дніпропетровська область, Україна для марганцевої якобситової руди, розташоване на крайній східній периферії Кукутень-Трипільської географічної області, вздовж річки Дніпро. Однак у пігментах, що використовувалися на артефактах із західних поселень на протилежному кінці регіону, не виявлено слідів марганцевої руди якобситового походження. Це свідчить про те, що хоча торговельна мережа і була налагоджена, вона все ще була рудиментарною.

## Взаємодія з іншими культурами
Кукутень-Трипільці вже з першої своєї появи експортували на захід кремінь міорчанського типу. Імпорт кременю з Добруджі вказує на взаємодію з Гумельницько-Карановською культурою та культурами Алдені-Стойкані на півдні. Наприкінці існування Кукутень-Трипільської культури (приблизно з 3000 р. до н. е. до 2750 р. до н. е.) мідь, якою торгували інші суспільства (переважно з мідних копалень культури Гумельниця-Караново на північному сході Балкан), почала з’являтися по всьому регіону, і члени Кукутень-Трипільської культури починають набувати навичок, необхідних для її використання для створення різноманітних предметів. Разом із сирою мідною рудою з інших культур також привозили готові мідні знаряддя праці, мисливську зброю та інші артефакти. В обмін на імпортовану мідь Кукутень-Трипільські торговці вивозили свою вишукану кераміку та високоякісний кремінь, який знаходили на їхній території, знайдений в археологічних пам’ятках у далеких країнах. Однак сіль Lunca, яка була повсюдно поширена в усьому регіоні, не продавалася. Поява міді ознаменувала перехід від неоліту до енеоліту, також відомого як халколіт або мідний вік. Це був перехідний період, оскільки він був відносно коротким і тривав менше ніж 300 років, перш ніж його змінив бронзовий вік, який, ймовірно, був запроваджений протоіндоєвропейськими племенами, які прийшли в цей регіон зі сходу. Кінець Кукутень-Трипільської культури збігся з настанням бронзової доби. Існує багато суперечок навколо того, як закінчилася Кукутень-Трипільська культура, про що більш детально йдеться в статті Занепад і кінець Кукутень-Трипільської культури.
Бронзові артефакти почали з'являтися в археологічних розкопках ближче до кінця культури. Починаючи з 4500 року до нашої ери, ямна культура, протоіндоєвропейська група з понтійських степів на північ від Чорного моря, почала засновувати кочові табори та тимчасові поселення по всьому регіону, заселеному Кукутень-Трипільською культурою. Ці протоіндоєвропейці були кочівниками-скотарями, які їздили на одомашнених конях, і розселилися в широкому регіоні, що простягався від Балкан до Казахстану. Вони володіли кращими технологіями приручення коней, обробки металу та значно розвинутішою торговельною мережею порівняно з Кукутень-Трипільською культурою, однак Кукутень-Трипільська культура мала вищий рівень технологій сільського господарства, обробки солі та кераміки. Протоіндоєвропейці оволоділи технологіями обробки міді, а потім і бронзи набагато раніше, ніж Кукутень-Трипільці, яким так і не вдалося створити бронзові артефакти. Протоіндоєвропейці обмінювали свої мідні та бронзові знаряддя праці та прикраси з Кукутень-Трипільцями на їхній ретельно розроблений і тонко виготовлений керамічний посуд.
Оскільки ці культури взаємодіяли одна з одною протягом майже 2000 років, існує мало свідчень про відкриті війни, хоча є припущення, що величезні поселення Кукутень-Трипілля стали такими великими, як на пізній фазі своєї культури, внаслідок забезпечення сильнішого захисту від будь-яких потенційних набігів кочових прото-індоєвропейських груп, які могли б існувати по сусідству. Проте, що дивно, майже не було знайдено справжньої зброї на будь-яких стоянках Кукутень-Трипілля, а також не було виявлено скелетних останків, які б свідчили про насильницьку смерть людини (наконечники стріл, що застрягли в кістках, роздроблені черепи тощо).

Ірландсько-американський вчений Дж. П. Меллорі написав у своїй книзі «У пошуках індоєвропейців» 1989 року:
Етнографічні дані свідчать про дуже рухливу межу між мобільними та осілими культурами, і цілком імовірно, що деякі скотарі могли осісти назавжди, тоді як трипільці могли інтегруватися в більш мобільні степові культури. Археологічні дані, безперечно, свідчать про створення гібридних культур. До середини IV тисячоліття до н.е. ми спостерігаємо трансформацію пізньотрипільських груп у нові культурні утворення. Напевно, найбільш помітною є усатівська культура, яка займала територію від нижнього Дністра до гирла Дунаю... У деяких аспектах культура зберігає традиційні трипільські стилі розпису виробів і фігурок. Але, крім того, з'являється... значна серія кинджалів, а також сокири, шила та персні, в тому числі персні зі срібла - металу, який ми б віднесли до протоіндоєвропейців. ст. 237
Останнього удару, можливо, було завдано, коли сприятливі сільськогосподарські умови під час кліматичного оптимуму голоцену, який тривав з 7000 до 3200 р. до н.е., досить раптово змінилися, що призвело до посушливої суббореальної фази, яка спричинила найгіршу і найтривалішу посуху в Європі з кінця останнього льодовикового періоду. Великі Кукутень-Трипільські поселення, на натуральне сільське господарство, зіткнулися з дуже несприятливими умовами Пилового казана, що унеможливлювало продовження їхнього способу життя. 
Існує теорія, що поєднання цієї посухи та існування сусідніх кочових скотарських племен призвело до повного занепаду Кукутень-Трипільської культури та залишення їхніх поселень, оскільки представники культури залишили плуг, щоб пересісти в сідло кочівника, оскільки скотарі краще пристосовані до життя в посушливому середовищі. Результати полягали в тому, що до 2750 року до нашої ери протоіндоєвропейська культура стала повністю домінувати в цьому регіоні. Таким чином, примітивна торговельна мережа Кукутень-Трипільської культури, яка повільно ускладнювалася, раптово припинила своє існування разом з культурою, яка її підтримувала. Або, скоріше, вона була витіснена іншою, більш розвиненою торговою мережею, коли протоіндоєвропейці прийшли, щоб зайняти землю і принести з собою абсолютно нове суспільство з розподілом праці, правлячою і релігійною елітою, соціальною стратифікацією і, одним словом, іншою цивілізацією.